# 楊艶
楊 艶（よう えん）は、中国西晋の武帝司馬炎の皇后。恵帝の母。字は瓊芝。本貫は弘農郡華陰県。父は魏の通事郎の楊炳（字は文宗）。曾祖父は楊衆（楊震の曾孫）。母は趙氏。

## 生涯
幼時に父母を失い、母方の叔父の趙俊で養育された。容貌美しく、女紅をよくした。司馬昭の意向により司馬炎にとつぎ、夫婦仲は良く、司馬衷（恵帝）など多くの子供を産んだ。
泰始2年（266年）正月、司馬炎が即位すると、皇后に立てられた。嫉妬深い性格であり、司馬炎が自分の後宮に入れるための女子を選ぶ際には妬み、色白で背が高いが不美人な女性だけを選んだ。あるとき司馬炎は容姿が美しい卞藩の娘を気に入ったが、楊艶は「卞氏は魏の三代の后族であった」を理由にこれに反対し、入内は取り止めとなった。司馬炎は太子の司馬衷が暗愚なため廃そうと考えたが、楊艶は実子を溺愛し、力を尽くして諫めてこれをはばんだ。また、楊艶の働きかけにより賈南風が太子妃（後の皇后）となった。
泰始10年（274年）7月、武帝の膝に崩じた。臨終に際して、貴嬪胡芳（胡奮の娘、司馬炎の寵妃）を厭い、従妹の楊芷を次の皇后に立てるよう懇願した。元と諡された。その後、夫の諡を重ねて武元皇后と称された。
母方の従姉妹の趙粲（趙俊の兄の娘）は司馬炎の側室となっている。

## 子女
- 司馬軌（毗陵王）
- 司馬衷（恵帝）
- 司馬柬（秦王）
- 平陽公主
- 新豊公主
- 陽平公主

## 伝記資料
- 『晋書』列伝 后妃上